# Моховик паразитний
Моховик паразитний (Pseudoboletus parasiticus) — рід базидіомікотових грибів родини болетові (Boletaceae). Гриб паразитує на грибах роду Scleroderma.

## Поширення
Вид поширений у Європі, Північній Америці, Азії (в тому числі Японії) та у Північній Африці. В Україні відомий із Закарпаття, Розточчя, Малого та Західного Полісся у Рівненській, Львівській та Закарпатській областях. Гриб внесений у Червону книгу України

## Умови місцезростання
Росте у різних типах лісів, у місцях поширення видів роду Scleroderma — на плодових тілах яких Pseudoboletus parasiticus паразитує. Трапляється групами по 1-5 (максимальна кількість 15) плодових тіл, які виростають з основи ураженого дощовика.

## Опис
Шапинка розміром 2-6 см, напівкуляста до розпростертої, оливково-жовта, жовтокоричнювата з оливковим відтінком, тонкоповстиста, по краю іноді злегка потріскана. Гіменофор трубчастий, злегка спускається на ніжку. Трубки завдовжки 3-6 мм, спочатку лимонно-жовті, згодом золотисто-жовті до оливково-жовтих. Пори діаметром до 1 мм, широкі, кутасті, блідо-жовті, потім оливковожовті, часом з іржаво-червонуватим відтінком, при дотику синіють. Спори валькуватоверетеноподібні, овально-веретеноподібні, 12-20×4-4,5 мкм, гладенькі, блідо- або медово-жовті, з краплями олії. Спорова маса тьмяно-оливкова. Ніжка зігнута, дещо звужується донизу, 3-7×0,5-1,5 см, оливковожовта, жовто-коричнева, слабко зерниста. М'якуш шапинки жовтий, під кутикулою дещо коричнюватий, при пошкодженні злегка синіє над трубочками; в ніжці волокнистий, лимонно-жовтий, в нижній частині ніжки жовто-коричнюватий. Плодові тіла моховика паразитного розвиваються на плодових тілах гастероміцетів з роду Scleroderma з липня по жовтень.

## Синоніми
- Ceriomyces parasiticus (Bull.) Murrill 1909
- Pseudoboletus parasiticus (Bull.) Šutara 1991
- Versipellis parasitica (Bull.) Quél. 1886
- Xerocomus parasiticus (Bull.) Quél. 1887